# Ninja Gaiden II
Cet article concerne la suite de l'opus Ninja Gaiden sorti sur Xbox en 2004. Pour le jeu vidéo sorti sur NES en 1990, voir Shadow Warriors II: Ninja Gaiden II.
 (septembre 2008).
Si vous disposez d'ouvrages ou d'articles de référence ou si vous connaissez des sites web de qualité traitant du thème abordé ici, merci de compléter l'article en donnant les références utiles à sa vérifiabilité et en les liant à la section « Notes et références ».
Ninja Gaiden II est un jeu vidéo de type beat them all développé par Team Ninja et publié par Tecmo en 2008 sur Xbox 360.
Le jeu n'a pas été commercialisé en Allemagne en raison des règles strictes de l’USK sur les jeux vidéo violents. De plus, même s’il est techniquement la suite de Ninja Gaiden sorti sur Xbox, l’histoire se déroule après l’épisode Nintendo DS titré Ninja Gaiden: Dragon Sword, 6 mois plus tard pour être précis.
Une version améliorée, baptisée Ninja Gaiden Σ 2 (prononcé Sigma), est sortie en 2009 sur PlayStation 3. Une version remastérisée sous Unreal Engine 5, intitulée Ninja Gaiden 2 Black, est sortie en 2025 sur PlayStation 5, Microsoft Windows, et Xbox Series.

## Histoire

### Mise en contexte
Cette partie est une retranscription partielle de la section « L’histoire » du manuel de Ninja Gaiden II.
Il y a bien longtemps, avant que ne commence cette histoire, les anciennes divinités se disputaient la domination du monde. Les Grands Démons, nés de la haine, se montrèrent plus combatifs et menacèrent le monde d'une domination totale.
Tout espoir était vain, jusqu'à ce que les Dragons apparaissent. Nés de la Terre vierge, ces créatures féroces firent la guerre aux Grands Démons. Après de nombreuses batailles, les Dragons vinrent à bout des Grands Démons et les enfermèrent à tout jamais sous Terre.
[…] Le sang des Dragons, un des plus forts de l’humanité, coule dans les veines de leurs descendants. Les membres de cette descendance, la Lignée du Dragon, ont fait le serment de rester vigilants et de protéger notre monde de la menace des Grands Démons.
Derniers descendants de la Lignée du Dragon, les membres du clan Hayabusa respectent toujours le serment qu’ils ont prêté.

### Synopsis
L'histoire se déroule un an après le premier Ninja Gaiden en plein centre de Tokyo après la destruction de la terrible épée du Dragon Noir et de l'anéantissement de l'empereur de Vigoor.
Ryu Hayabusa, héritier de la légendaire Épée du Dragon, doit de nouveau faire face au Clan Ninja de l’Araignée Noire lorsque l’agente de la CIA Sonia qui recherchait Ryu pour l’informer d’une terrible nouvelle, se fait kidnapper par ces mêmes ninjas.
Ryu réussit finalement à sauver l’agente Sonia des griffes de ses ravisseurs et apprend d'elle que son village est en danger, car le Clan de l’Araignée Noire cherche à s’emparer de la «Statue du Démon» afin de ressusciter le «Démon Suprême».
Notre brave héros devra donc à tout prix mettre en échec leurs ambitions et rétablir l’ordre des choses, mais la voie du ninja est difficile et les quatre Puissants Démons : Alexei, Volf, Zedonius et Elizébet mettront toute son habileté à l’épreuve.

## Personnages
- Ryu Hayabusa : Héritier de la Lignée du Dragon, il dédie sa vie à combattre les forces démoniaques et à protéger son clan comme ses ancêtres l'ont fait avant lui. Élevé dans la plus pure tradition ninja, Ryu est sage malgré son jeune âge. Ryu a obtenu l'épée du Dragon très jeune, l'incident de l'épée du Dragon Noir a démontré à son père (Joe Hayabusa) qu'il était vraiment digne de porter l'épée du dragon.

- Joe Hayabusa : Chef du clan Hayabusa, Joe Hayabusa a appris à son fils Ryu ce qu'il savait sur les techniques ninjas. Plus jeune, il était le porteur de l’Épée Dragon.

- Genshin : Chef du clan de l'Araignée Noir, Genshin est un combattant hors pair. La rivalité entre son clan et celui des Hayabusa dure depuis des siècles et Genshin est bien déterminé à prouver la supériorité du sien.

- Sonia : Agente de la CIA, Sonia enquête sur une affaire top secrète concernant les Démons et le clan de l’Araignée Noire. Bien qu’elle ne possède pas la force de Ryu, son courage lui est comparable. Elle se bat à l’aide de pistolets.

- Muramasa : Dans sa jeunesse, Muramasa était reconnu comme une véritable fine lame. Aujourd’hui, même s’il a beaucoup vieilli et qu’il n’a plus la même endurance qu’à l’époque, il sait encore très bien se défendre lorsque la situation l’exige. La plupart du temps, il s’occupe de sa boutique à laquelle Ryu accède, où qu’il soit dans le monde, en interagissant avec une statue à l’effigie du vénérable vieillard.

- Elizébeth: La maîtresse du sang et reine des Puissants Démons, Elizébeth est chargée de récupérer la Statue Démon du village ancestral Hayabusa, qui mit en branle les évènements à suivre. Son nom et son titre sont inspirés de Elizabeth Bathory, également connue sous le nom de Reine du sang.

- Volf : Le maitre des orages et un des quatre Puissants Démons, Volf est un vicieux guerrier armé d'une gigantesque faux qui cherche un adversaire digne de l'affronter. Ses subalternes lycanthropes et lui ont pris le contrôle d'une ville portuaire. Il est doublé par Daran Norris en anglais et Daisuke Gouri en japonais.

- Alexei : Le maitre de la foudre et un des quatre Puissants Démons, sa haine pour l'humanité ne connaît pas de limites. Il a pris la ville de New York en otage et attend, perché au sommet de la Statue de la Liberté, son adversaire. Il est doublé par Robin Atkin Downes en anglais et Hikaru Midorikawa en japonais.

- Zedonius : Le maitre des flammes et un des quatre Puissants Démons, Zedonius n'a que du mépris pour les humains qu'il juge avoir oubliés ce qu'ils doivent aux Démons (par exemple, la découverte du feu). Il attaque la capitale d'une grande superpuissance militaire, puis menace l'humanité avec un ultimatum : se rendre aux Grands Démons ou mourir. Il est doublé par Steven Blum en anglais et hidekatsu Shibada en japonais.

- Dagra Dai : Connu sous le nom du Grand Pretre Infernal, il a pris la direction des Puissants Démons et attend patiemment la Statue Démon dont il a besoin pour ressusciter le Grand Démon. Il est doublé par Peter Renaday en anglais.

- Vazdah : L'un des anciens Grands Démons, Vazdah a été scellé sous la terre par les Dragons il y a des millénaires. Maintenant, avec l'aide de son serviteur Dagra Dai, la créature destructrice revient à la vie sous le Mont Fuji.

## Système de jeu
Le gameplay de Ninja gaiden II est classique, la direction se fait via le stick analogique tandis que les autres interactions se font via les différents boutons.
L'exécution de techniques (combos) s'opère en utilisant deux touches : X et Y (pour la version Xbox 360) qui, pratiquées dans un certain ordre, donnent lieu à diverses attaques (variant selon l'arme équipée).
Comme pour Ninja Gaiden premier du nom, Ryu dispose aussi de contre-attaques (obligeant le joueur à appuyer sur une touche d'attaque au bon moment pendant qu'il se protège) qui permettent d'asséner un coup critique à l'ennemi.
Les armes de lancer sont toujours présentes (touche B) ainsi que les techniques « nimpo » (touches Y et B simultanément), les nouveautés dans cet épisode étant la possibilité d'achever un ennemi lors de la perte d'un de ses membres (touche Y), le regain partiel de sa barre vitale après un affrontement ainsi que des save points régénérant la vie.

## Accueil
- 1UP.com B-[12]
- Edge 8 sur 10 [16]
- Eurogamer 7 / 10 [14]
- Game Informer 8.75/10
- GameTrailers 8,4/10 [15]
- Gamezone 8,8/10 [16]
- IGN 8.7/10 [17]
- TeamXbox 9 / 10 [18]

Totaux des scores 
- Score Aggregator
- Classement des jeux 83 %
- Metacritic 81 %

Ninja Gaiden II a fait l'objet de commentaires généralement positifs. Les graphismes, l’action et la variété des armes ont fait l'objet d'éloges. Le jeu a été critiqué pour sa caméra maladroite qui a tendance à trop se rapprocher du joueur et de certains problèmes d’affichage en mode 1080p. La trame scénaristique a été également montrée du doigt par les critiques, car jugée simpliste, de mauvaise facture et incohérente par moments. Néanmoins, ont souligné l’aspect grandiose des cinématiques.